# Códice sobre el vuelo de los pájaros
El Códex sobre el vuelo de los pájaros trata del manuscrito de Leonardo da Vinci sobre estudios del vuelo de los pájaros que fue escrito entre el 14 de marzo y el 15 de abril de 1505 en Florencia. Se conserva en la biblioteca Real de Turín.

## Historia
Cuando Leonardo estaba pintando La Gioconda, completó sus investigaciones sobre los pájaros; en uno de los estudios para la Batalla de Anghiari presenta un esquema en el que se puede leer:

He dividido el Tratado de los pájaros en cuatro partes, de las cuales la primera concierne a la forma de volar batiendo las alas; la segunda, al vuelo sin batir las alas, a favor del viento; la tercera, a lo que hay de común entre el vuelo de los pájaros, de los murciélagos, de los peces voladores y de los insectos, y la última, al movimiento merced a un mecanismo.

Sin embargo, el interés de Leonardo sobre el vuelo de los pájaros debió de empezar hacia 1483 en Milán cuando estaba al servicio de Ludovico el Moro, ya en el códice Atlántico en 1486 la posibilidad humana del vuelo de forma mecánica la expresa así:

Existe una fuerza igual del objeto contra el aire que del aire contra el objeto. Considerad como las alas, golpeando el aire, sostienen el peso abrumador del águila a gran altura, allí donde el aire es más ligero.

 Estos conceptos hacen creer que los estudios sobre el vuelo de los pájaros eran anteriores a los del vuelo mecánico, aunque se sabe que el códice sobre el vuelo de los pájaros fue escrito en 1505. Seguramente todos los apuntes que tenía los pasó posteriormente a dicho manuscrito.
Este manuscrito en poder de Francesco Melzi, heredero de Leonardo, le fue sustraído, y después de pasar por varias manos fue vendido a Pompeo Leoni y el heredero de este lo vendió a la biblioteca Ambrosiana, donde permaneció hasta que en 1796 Napoleón lo hizo trasladar junto con otros códices de Vinci a la biblioteca Nacional de París. Fue nuevamente robado por Giacomo Libri hacia 1848 y comprado por Giacomo Manzoni en 1867, encontrándose que faltaban cinco folios. Fue nuevamente comprado por Teodoro Sabachnikoff en 1892 y después de su publicación lo regaló a la reina Margarita. Los cinco folios perdidos fueron recuperados en una subasta pública y devueltos a su lugar de origen, con lo que el codex ha quedado compuesto de 18 folios con unas medidas de 21,3 x 15,4 cm y de una cubierta.

## El codex
El codex trata, como su nombre indica, de los pájaros. Leonardo varias veces habla de la intención de escribir un tratado de los pájaros, con los temas de la resistencia del aire, la anatomía del pájaro y sus plumas, la acción de las plumas en los  movimientos de vuelo y el comportamiento de las alas y la cola cuando el viento es favorable. Los estudios sobre el vuelo se encuentran en los códices Leicester, Trivulziano, Arundel y Atlántico, sin embargo el que contiene una unidad cierta es el Codex sobre el vuelo de los pájaros. Las cuarenta páginas (18 folios más dos cubiertas) contienen 174 dibujos, siete en lápiz rojo y el resto en negro a la pluma. En el último folio hay las siguientes anotaciones:

1505, martes noche, 14 de abril, Lorenzo ha venido a vivir conmigo; ha dicho que tenía diecisiete años (primer párrafo arriba, a la derecha.)
 
Y el decimoquinto del citado abril, he recibido veinticinco florines de oro del tesorero de Santa Maria Novella (segundo párrafo, a la derecha.)

De la montaña que tiene el nombre el gran pájaro, emprenderá el vuelo el famoso pájaro, que llenará el mundo de su gran fama (Arriba, a la izquierda.)